# (15412) Schaefer
(15412) Schaefer (1998 AU3) – planetoida z pasa głównego asteroid okrążająca Słońce w ciągu 5,67 lat w średniej odległości 3,18 j.a. Odkryta 2 stycznia 1998 roku.